# Gare de Viescamp-sous-Jallès
Ne doit pas être confondu avec Gare de Lacapelle-Viescamp.
La gare de Viescamp-sous-Jallès est une ancienne gare ferroviaire française de la ligne de Figeac à Arvant, située sur le territoire de la commune de Lacapelle-Viescamp, dans le département du Cantal, en région Auvergne-Rhône-Alpes.
C'est une halte voyageurs de la Société nationale des chemins de fer français (SNCF), fermée en 2014.

## Situation ferroviaire
Établie à 568 mètres d'altitude, la gare de Viescamp-sous-Jallès est située au point kilométrique (PK) 288,691 de la ligne de Figeac à Arvant, entre les gares de Lacapelle-Viescamp et d'Ytrac. C'est une gare de bifurcation avec la ligne de Souillac à Viescamp-sous-Jallès.

## Histoire
Ancienne halte voyageurs de la SNCF, Viescamp-sous-Jallès était desservie par des trains TER Auvergne, assurant les relations d'Aurillac à Figeac ou Capdenac, mais plus aucun train ne la dessert en 2014.